# الجديد (مجلة)
الجديد هي مجلة إلكترونية تهتم بشكل خاص بالأدب العربي. كانت مطبوعة ربع سنوية بين عامي 1993 و2019. يقع مقر المجلة في لوس أنجلوس، بكاليفورنيا، في الولايات المتحدة الأمريكية. عنوانها الفرعي هو مراجعة وسجل للثقافة والفنون العربية.

## التاريخ والملف الشخصي
تأسست مجلة الجديد على يد إيليا كلالة، وهو لبناني عربي، في عام 1993 كمنشور ثنائي اللغة يضم مقالات باللغتين العربية والإنجليزية. وفي عام 1995 أعيد تصميمها لتصبح مجلة شهرية تغطي الثقافة والفنون العربية، وكانت معظم المقالات تنشر باللغة الإنجليزية. في عام 1996، أعيد إصدارها كمجلة ربع سنوية وبدأت في نشر مقالات باللغة الإنجليزية. يقع مقرها الرئيس في لوس أنجلوس. اعتبارًا من عام 2002 أصبح رئيس تحرير صحيفة الجديد. تمت إعادة تصميم المجلة كمنشور إلكتروني في عام 2019.

## روابط خارجية
- الموقع الرسمي
- Al Jadid (2010) volume 16 issue 63